# Гадебальд
Гадебальд (нім. Hadebald; д/н — 841) — 2-й архієпископ Кельна в 819—841 роках.

## Життєпис
Про походження достеменно невідомо, ймовірно мав саксонське коріння. Після смерті у 818 році кельнського архієпископа Гільдебольда брав участь у виборах. Лише навесні 819 року стає архієпископом. 825 року діяв як королівський посланець. 826 року підтримав місіонера Ансґара щодо початку хрещення скандинавських народів. Гадебальд надав останньому корабель для подорожі до Данії.
829 року освятив церкву Св. Стефана у Вердені (Рур), потім брав участь у Майнцькому синоді. 833 року тяжко захворів. Лише 838 року зміг з'явитися при імператорському дворі в Аахені. Сприяв розбудові архієпископської бібліотеки. Зумів значно зміцнити становище свого роду в Кельнському архієпископстві.
Помер Гадебальд 841 року. Новим архієпископом став його небіж Лютберт.